# Rakekniven
Le Rakekniven est un pic culminant à 2 365 m d'altitude à l'extrémité septentrionale de la montagne Trollslottet (en) dans les monts Filchner, en terre de la Reine-Maud.
Le pic a été identifié à partir de relevés de terrain et de photos aériennes par la sixième expédition norvégienne en Antarctique (en)(1956-1960) et nommé Rakekniven (« le rasoir ») d'après sa forme distinctive. C'est un éperon de granite presque vertical qui dépasse le sommet des montagnes environnantes et qui a été escaladé pour la première fois par les alpinistes américains Alex Lowe, Conrad Anker et Jon Krakauer en janvier 1997.